# U-Box
U-Box är i Sverige en beteckning för en postboxadress som leder till en utländsk mottagare. Då U-Box vidarebefordrar posten till en utländsk postboxadress som är utanför svensk lagstiftning försvårar konstruktionen att kunna ta reda på uppgifter om mottagaren. Därför används ofta U-Boxar i juridiskt tvivelaktiga affärer.
U-box kan även användas av utländska företag med ex. försäljning till Sverige, men som inte har ett dotterbolag i landet. För att öppna en normal postbox krävs lokal närvaro. För andra ändamål måste en adress anges i Sverige, vilket då är lösningen för dessa företag. En U-box kan alltså även användas av seriösa företag. Observera att svenska Posten ombesörjer öppnande av U-boxar.